# Ferrari F10
La Ferrari F10 (numero di progetto 661) è la cinquantaseiesima monoposto, costruita dalla casa automobilistica Ferrari, per partecipare al Campionato mondiale di Formula 1 2010.
Sostituisce la Ferrari F60, la quale ha disputato il campionato del 2009. La scuderia si è classificata al terzo posto nella classifica costruttori; il pilota Fernando Alonso ha chiuso in seconda posizione il mondiale piloti.

## Livrea
La monoposto del nuovo decennio presenta una nuova livrea, che conserva i tratti caratteristici presenti sin dal 2007, ma che vede anche gli inserti bianchi del nuovo sponsor Santander. Nel corso della stagione, dato che in Formula 1 sono state vietati i marchi dei produttori di tabacco, per motivi di pubblicità illegale verranno rimossi i codici a barre che camuffavano lo sponsor della Marlboro, lasciando il cofano motore e la pinna interamente rossi.
Per il Gran Premio di Turchia, in occasione dell'800º Gran Premio di Formula 1 disputato dalla Scuderia Ferrari, sul cofano motore delle due F10, al posto dell'usuale codice a barre, viene applicato un logo celebrativo recante la scritta «800 GRAND PRIX».

## Presentazione
È stata presentata alla stampa, tramite il sito internet ufficiale, il 28 gennaio 2010.

## Sviluppo

### Novità regolamentari
Per la stagione 2010 sono state apportate modifiche significative al regolamento tecnico della Formula 1. Viene infatti sospeso, sulla base di un gentlemen's agreement, l'utilizzo del KERS e viene abolito il rifornimento durante la gara e nelle qualifiche. Il peso minimo delle monoposto passa da 605 a 620 kg. La larghezza massima del battistrada delle gomme anteriori viene ridotto da 270 a 245 mm, in modo da avere una minor superficie di contatto e la Bridgestone, a causa del divieto dei rifornimenti e quindi del maggior peso che dovranno sopportare le ruote a inizio gara, userà una mescola più dura per compensare questo effetto. Sono inoltre vietati i copricerchi sulle ruote, in modo da non creare situazione di pericolo durante i pit-stop e per agevolare i sorpassi.
Inoltre, sulla base delle negoziazioni per il nuovo patto della Concordia, al fine di limitare i costi di gestione vengono stabiliti dei limiti al numero di innovamenti aerodinamici nel corso della stagione, una restrizione del numero di addetti impiegati in ciascun gran premio, la completa chiusura delle factory durante la pausa estiva e una standardizzazione delle ali.

### Aerodinamica
Per la stagione 2010, i tecnici Ferrari sono stati chiamati a progettare una nuova vettura capace di far dimenticare la stagione passata dove la F60, rivelatasi concettualmente errata (anche perché sviluppata in ritardo a cospetto di importanti cambi regolamentari) e trovatasi a competere contro lo strapotere della Brawn GP, si era rivelata poco competitiva.
Se la F60 era nata intorno al KERS, la F10 è nata in funzione del doppio diffusore posteriore che garantisce un 10% in più di carico aerodinamico, vero punto debole della F60. Inoltre l'aumento complessivo del carico al posteriore avrebbe garantito una maggiore efficienza aerodinamica con conseguente aumento delle prestazioni. Il nuovo diffusore (chiamato in gergo "double decker", come gli autobus inglesi proprio perché a 2 piani) ha avuto ripercussioni anche sugli altri organi meccanici della vettura. Il cambio, che sulla F60 era montato in basso per abbassare il baricentro, è stato completamente riprogettato e riposizionato più in alto per fare posto al nuovo diffusore e anche il motore risulta inclinato di 3,5º in avanti, per massimizzare l'effetto del doppio fondo dell'estrattore.
Dal punto di vista aerodinamico si notano altre novità come il supporto aerodinamico per lo specchietto retrovisore, che poi sarà vietato durante la stagione (e gli specchietti allocati vicino all'abitacolo), e le pance sensibilmente più arrotondate e scavate nella parte inferiore grazie a nuovi radiatori più lunghi e stretti. Anche il muso risulta completamente nuovo e con un andamento simile a quello della Red Bull RB5 quindi più alto e curvilineo. Rispetto ad alcuni avversari si nota inoltre l'assenza della grande pinna sul cofano motore (introdotta negli ultimi test di Montmeló). Apparirà il condotto F-Duct ideato dalla McLaren e montato sulla MP4-25 in Cina. Lo F-duct è un condotto che convoglia l'aria verso il retro della vettura e, se la pressione di questo flusso d'aria viene modificata, si provoca lo stallo dell'ala posteriore alle alte velocità guadagnando così diversi km/h di velocità massima. L'effetto di questo condotto è controllata dal pilota chiudendo, nel caso della Ferrari, con una mano un piccolo buco nell'abitacolo.
Rispetto alla F60, non si nota uno stravolgimento della linea generale della vettura, ma risulta essere più lunga e sinuosa, per via della maggiore lunghezza del corpo vettura. La F10 è un'importante evoluzione della F60 ma non una rivoluzione totale.

## Scheda tecnica
Scheda tecnica fornita dalla Scuderia Ferrari.

## Piloti e Risultati F1
| Piloti ufficiali   | Piloti ufficiali     | Piloti ufficiali     |
| Nazione            | Nome                 | Numero               |
| ------------------ | -------------------- | -------------------- |
| Brasile (bandiera) | Felipe Massa         | 7                    |
| Spagna (bandiera)  | Fernando Alonso      | 8                    |
| Collaudatori       |                      |                      |
| Nazione            | Nome                 | Nome                 |
| Italia (bandiera)  | Luca Badoer          | Luca Badoer          |
| Italia (bandiera)  | Giancarlo Fisichella | Giancarlo Fisichella |
| Spagna (bandiera)  | Marc Gené            | Marc Gené            |

| Anno | Team             | Motore             | Gomme | Piloti |   |   |     |   |   |   |   |    |    |    |   |   |     |   |   |     |   |    |    | Punti | Pos. |
| ---- | ---------------- | ------------------ | ----- | ------ | - | - | --- | - | - | - | - | -- | -- | -- | - | - | --- | - | - | --- | - | -- | -- | ----- | ---- |
| 2010 | Scuderia Ferrari | Ferrari 056 2.4 V8 | B     | Massa  | 2 | 3 | 7   | 9 | 6 | 4 | 7 | 15 | 11 | 15 | 2 | 4 | 4   | 3 | 8 | Rit | 3 | 15 | 10 | 396   | 3º   |
| 2010 | Scuderia Ferrari | Ferrari 056 2.4 V8 | B     | Alonso | 1 | 4 | 13* | 4 | 2 | 6 | 8 | 3  | 8  | 14 | 1 | 2 | Rit | 1 | 1 | 3   | 1 | 3  | 7  | 396   | 3º   |

| Legenda | 1º posto     | 2º posto | 3º posto    | A punti         | Senza punti/Non class.  | Grassetto – Pole position Corsivo – Giro più veloce |
| Legenda | Squalificato | Ritirato | Non partito | Non qualificato | Solo prove/Terzo pilota | Grassetto – Pole position Corsivo – Giro più veloce |

## Cronaca della stagione

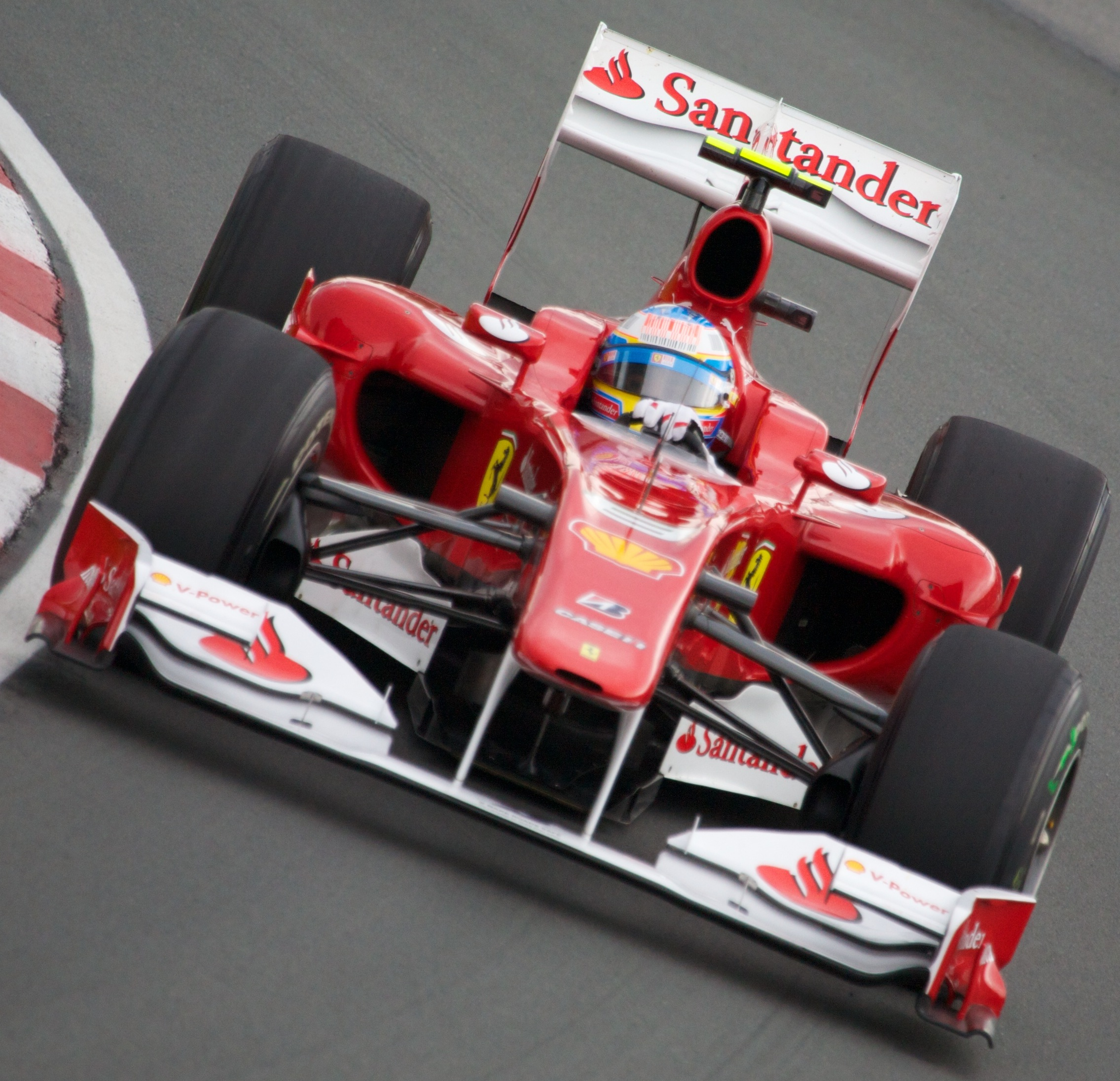
Fernando Alonso impegnato nel Gran Premio del Canada 2010.

L'inizio della stagione è tutto in discesa, in quanto Alonso e Massa lottano per i vertici della classifica e la vettura sembra molto più competitiva della McLaren ed affidabile della Red Bull. Al debutto in Bahrain la Ferrari riesce a cogliere la vittoria grazie ad Alonso, con Massa che giunge immediatamente alle spalle del pilota spagnolo: grazie a questi risultati la Ferrari torna a registrare una doppietta dopo quasi un anno e mezzo dall'ultima volta, in occasione del Gran Premio di Francia 2008 ed è l'ottantesima doppietta della Ferrari in Formula 1. Dopo le prime tre gare, però, entrambi i piloti non trovano continuità di risultati in gara come in qualifica e questo periodo di scarsa forma sembra allontanare la Ferrari dalla vetta al punto tale che la scuderia di Maranello sembra ormai essere tagliata fuori dalla lotta per il titolo. Nelle prime sette gare Alonso ha infatti conquistato solo due podi in Spagna e in Canada e dopo il Gran Premio di Gran Bretagna si ritrova a 47 punti da Hamilton, in testa della classifica. Massa invece si colloca addirittura all'ottavo posto in classifica, a 31 lunghezze da Alonso. Dal Gran Premio di Germania Alonso ritorna però inaspettatamente in lotta per il titolo cogliendo la seconda vittoria stagionale davanti a Massa, che su ordine della scuderia lascia passare Alonso, nettamente più veloce del brasiliano. Da qui in poi lo spagnolo conquista tre vittorie in Corea, Italia e Singapore, due terzi posti in Brasile e in Giappone, un secondo posto in Ungheria, due hat trick in Italia e Singapore e un Grand Chelem in quest'ultimo Gran Premio. Per quanto riguarda Massa, ormai tagliato fuori dalla lotta mondiale, ottiene due podi in Italia e in Corea. Questo filotto di risultati permette alla scuderia italiana di affrontare l'ultimo appuntamento della stagione con fiducia, ma la gara conclusiva nel circuito di Abu Dhabi si concluderà con una cocente delusione: ad Alonso basterebbe un quarto posto per vincere il titolo mondiale, ma a causa di una strategia poi rivelatasi errata lo spagnolo taglia il traguardo in settima posizione regalando così il mondiale a Sebastian Vettel, che diventa il pilota più giovane a vincere un mondiale in Formula 1. Alonso termina così la sua prima stagione in Ferrari laureandosi vicecampione del mondo con 252 punti alle spalle di Vettel, che vince il titolo per soli 4 punti. Felipe Massa, che all'inizio della stagione sembrava in lotta per il titolo, termina la stagione al sesto posto in classifica generale con 144 punti riuscendo a cogliere cinque podi e contendendo il piazzamento in classifica con Nico Rosberg e Robert Kubica fino all'ultima gara. In classifica costruttori la Ferrari termina il campionato al terzo posto alle spalle di Red Bull e McLaren con 396 punti. Le Ferrari in tutta la stagione ottengono 5 vittorie, tutte con Alonso, 15 podi, di cui 10 a opera di Alonso, due pole position con Alonso in Italia e Singapore, cinque giri veloci, due hat trick e un Grand Chelem sempre a opera dell'asturiano.